# 徐州工业职业技术学院
徐州工业职业技术学院，是位于江苏省徐州市的一所公办普通专科高校。

## 专业设置
- 材料工程
- 电气工程
- 管理工程
- 环境工程
- 化学工程
- 机械工程
- 信息工程
- 体育部